# Valbonnais
Valbonnais é uma comuna francesa na região administrativa de Auvérnia-Ródano-Alpes, no departamento de Isère. Estende-se por uma área de 23,95 km². Em 2010 a comuna tinha 513 habitantes (densidade: 21,4 hab./km²).